# Чемпіонат Німеччини з футболу 1997—1998: Бундесліга
Сезон Бундесліги 1997—1998 був 35-м сезоном в історії Бундесліги, найвищого дивізіону футбольної першості Німеччини. Він розпочався 1 серпня 1997 і завершився 9 травня 1998 року. Діючим чемпіоном країни була мюнхенська «Баварія».

## Формат змагання
Кожна команда грала з кожним із суперників по дві гри, одній вдома і одній у гостях. Команди отримували по три турнірні очки за кожну перемогу і по одному очку за нічию. Якщо дві або більше команд мали однакову кількість очок, розподіл місць між ними відбувався за різницею голів, а за їх рівності — за кількістю забитих голів. Команда з найбільшою кількістю очок ставала чемпіоном, а три найгірші команди вибували до Другої Бундесліги.

## Зміна учасників у порівнянні з сезоном 1996—1997
«Фортуна» (Дюссельдорф), «Фрайбург» і «Санкт-Паулі» за результатами попереднього сезону вибули до Другої Бундесліги. На їх місце до вищого дивізіону підвищилися «Кайзерслаутерн», «Вольфсбург» і «Герта» (Берлін).

## Огляд сезону
Основна боротьба за чемпіонський титул точилася між діючим чемпіоном країни «Баварією» (Мюнхен) та «Кайзерслаутерном», який лишень повернувся до найвищого футбольного дивізіону Німеччини, вигравши попереднього сезону Другу Бундеслігу. Принциповості протистоянню додавала персона головного тренера «Кайзерслаутерна», Отто Рехагеля, якого звільнили з аналогічної посади в «Баварії» навесні 1996 року.
Про свої амбіції на сезон «Кайзерслаутерн» заявив у першому ж турі, здолавши діючого чемпіона на його рідному Олімпіаштадіоні 1:0. Надалі команда продовжувала демонструвати впевнену гру, набравши у першій половині сезону на 4 очки більше за мюнхенців і очолюючи турнірну таблицю. Друге коло чемпіонату розпочалося очною зустріччю лідерів, у якій «Баварія» не змогла реваншуватися за домашню поразку і на полі «Кайзерслаутерна» поступилася 0:2, що дозволило останньому збільшити свій відрив у чемпіонських перегонах до семи очок. Надалі «Кайзерслаутерн» зберіг лідерство і вже в передостанньому турі оформив чемпіонство, ставши першою командою в історії Бундесліги, що стала чемпіоном країни у першому ж сезоні після підвищення у класі з Другої Бундесліги.

## Команди-учасниці
| Клуб                       | Місто          | Стадіон                 | Вміщує |
| -------------------------- | -------------- | ----------------------- | ------ |
| «Герта» (Берлін)           | Берлін         | Олімпіаштадіон          | 76,000 |
| «Армінія» (Білефельд)      | Білефельд      | Білефельд Альм          | 22,512 |
| «Бохум»                    | Бохум          | Воновія Рурштадіон      | 36,344 |
| «Вердер»                   | Бремен         | Везерштадіон            | 36,000 |
| «Боруссія» (Дортмунд)      | Дортмунд       | Зігналь Ідуна Парк      | 55,000 |
| «Дуйсбург»                 | Дуйсбург       | Ведауштадіон            | 30,128 |
| «Гамбург»                  | Гамбург        | Фолькспаркштадіон       | 62,000 |
| «Кайзерслаутерн»           | Кайзерслаутерн | Фріц-Вальтер-Штадіон    | 38,500 |
| «Карлсруе»                 | Карлсруе       | Вільдпаркштадіон        | 33,800 |
| «Кельн»                    | Кельн          | Рейн Енергі Штадіон     | 55,000 |
| «Баєр 04»                  | Леверкузен     | БайАрена                | 22,500 |
| «Боруссія» (Менхенгладбах) | Менхенгладбах  | Бекельбергштадіон       | 34,500 |
| «Мюнхен 1860»              | Мюнхен         | Олімпіаштадіон          | 63,000 |
| «Баварія» (Мюнхен)         | Мюнхен         | Олімпіаштадіон          | 63,000 |
| «Ганза»                    | Росток         | ДКБ-Арена               | 25,850 |
| «Шальке 04»                | Гельзенкірхен  | Паркштадіон             | 70,000 |
| «Штутгарт»                 | Штутгарт       | Готтліб-Даймлер-Штадіон | 53,700 |
| «Вольфсбург»               | Вольфсбург     | VfL-Штадіон             | 21,600 |

## Турнірна таблиця
| Поз | Команда                    | І  | В  | Н  | П  | ГЗ | ГП | РГ  | О  | Кваліфікація або пониження                                 |
| --- | -------------------------- | -- | -- | -- | -- | -- | -- | --- | -- | ---------------------------------------------------------- |
| 1   | «Кайзерслаутерн» (C)       | 34 | 19 | 11 | 4  | 63 | 39 | +24 | 68 | Груповий етап Ліги чемпіонів УЄФА 1998—1999                |
| 2   | «Баварія» (Мюнхен)         | 34 | 19 | 9  | 6  | 69 | 37 | +32 | 66 | Другий кваліфікаційний раунд Ліги чемпіонів УЄФА 1998—1999 |
| 3   | «Баєр 04»                  | 34 | 14 | 13 | 7  | 66 | 39 | +27 | 55 | Перший раунд Кубка УЄФА 1998–1999                          |
| 4   | «Штутгарт»                 | 34 | 14 | 10 | 10 | 55 | 49 | +6  | 52 | Перший раунд Кубка УЄФА 1998–1999                          |
| 5   | «Шальке 04»                | 34 | 13 | 13 | 8  | 38 | 32 | +6  | 52 | Перший раунд Кубка УЄФА 1998–1999                          |
| 6   | «Ганза»                    | 34 | 14 | 9  | 11 | 54 | 46 | +8  | 51 | Третій раунд Кубка Інтертото 1998                          |
| 7   | «Вердер»                   | 34 | 14 | 8  | 12 | 43 | 47 | −4  | 50 | Другий раунд Кубка Інтертото 1998                          |
| 8   | «Дуйсбург»                 | 34 | 11 | 11 | 12 | 43 | 44 | −1  | 44 | Перший раунд Кубка володарів кубків 1998–1999              |
| 9   | «Гамбург»                  | 34 | 11 | 11 | 12 | 38 | 46 | −8  | 44 |                                                            |
| 10  | «Боруссія» (Дортмунд)      | 34 | 11 | 10 | 13 | 57 | 55 | +2  | 43 |                                                            |
| 11  | «Герта» (Берлін)           | 34 | 12 | 7  | 15 | 41 | 53 | −12 | 43 |                                                            |
| 12  | «Бохум»                    | 34 | 11 | 8  | 15 | 41 | 49 | −8  | 41 |                                                            |
| 13  | «Мюнхен 1860»              | 34 | 11 | 8  | 15 | 43 | 54 | −11 | 41 |                                                            |
| 14  | «Вольфсбург»               | 34 | 11 | 6  | 17 | 38 | 54 | −16 | 39 |                                                            |
| 15  | «Боруссія» (Менхенгладбах) | 34 | 9  | 11 | 14 | 54 | 59 | −5  | 38 |                                                            |
| 16  | «Карлсруе» (R)             | 34 | 9  | 11 | 14 | 48 | 60 | −12 | 38 | Пониження у класі до Другої Бундесліги                     |
| 17  | «Кельн» (R)                | 34 | 10 | 6  | 18 | 49 | 64 | −15 | 36 | Пониження у класі до Другої Бундесліги                     |
| 18  | «Армінія» (Білефельд) (R)  | 34 | 8  | 8  | 18 | 43 | 56 | −13 | 32 | Пониження у класі до Другої Бундесліги                     |

1. ↑  Володар Кубка Німеччини 1997—1998, «Баварія» (Мюнхен), кваліфікувався до Ліги чемпіонів, тож у Кубку володарів кубків країну представляв фіналіст національного Кубку «Дуйсбург».

## Результати
| Команда                    | ГЕР | АРМ | БОХ | ВЕР | БРД | ДУЙ | ГАМ | КАЙ | КАР | КЕЛ | Б04 | БРМ | М60 | БАВ | ГАН | Ш04 | ШТТ | ВОЛ |
| -------------------------- | --- | --- | --- | --- | --- | --- | --- | --- | --- | --- | --- | --- | --- | --- | --- | --- | --- | --- |
| «Герта» (Берлін)           | —   | 1–1 | 2–2 | 0–2 | 1–1 | 1–3 | 0–2 | 2–0 | 3–1 | 1–0 | 2–2 | 2–2 | 2–0 | 2–1 | 1–1 | 1–4 | 3–0 | 1–0 |
| «Армінія» (Білефельд)      | 1–3 | —   | 0–2 | 3–0 | 3–1 | 3–3 | 0–3 | 2–2 | 2–1 | 2–1 | 2–1 | 3–1 | 1–1 | 4–4 | 0–1 | 1–1 | 2–1 | 0–1 |
| «Бохум»                    | 2–1 | 1–0 | —   | 0–1 | 2–1 | 0–0 | 0–0 | 1–3 | 3–3 | 2–1 | 0–0 | 3–1 | 1–0 | 2–3 | 1–3 | 3–0 | 0–2 | 2–1 |
| «Вердер»                   | 0–2 | 2–1 | 1–0 | —   | 2–1 | 2–2 | 0–0 | 1–1 | 2–4 | 3–0 | 2–1 | 1–0 | 3–3 | 0–3 | 1–1 | 2–1 | 2–2 | 3–1 |
| «Боруссія» (Дортмунд)      | 3–0 | 3–2 | 5–2 | 2–2 | —   | 3–0 | 0–1 | 2–2 | 2–2 | 3–0 | 0–1 | 1–2 | 2–3 | 0–2 | 3–2 | 2–2 | 3–1 | 2–1 |
| «Дуйсбург»                 | 0–1 | 2–1 | 2–0 | 2–1 | 0–0 | —   | 3–0 | 1–1 | 1–0 | 2–2 | 1–1 | 4–5 | 0–2 | 0–0 | 0–1 | 1–0 | 0–3 | 2–2 |
| «Гамбург»                  | 1–1 | 2–0 | 2–1 | 2–1 | 1–3 | 1–0 | —   | 1–1 | 3–1 | 2–1 | 0–1 | 2–2 | 1–2 | 0–2 | 0–1 | 1–1 | 0–0 | 1–2 |
| «Кайзерслаутерн»           | 1–0 | 3–1 | 3–0 | 1–3 | 1–1 | 1–0 | 2–1 | —   | 0–0 | 3–2 | 0–3 | 3–2 | 1–0 | 2–0 | 4–3 | 3–0 | 4–3 | 4–0 |
| «Карлсруе»                 | 0–2 | 3–1 | 1–1 | 3–1 | 0–1 | 1–2 | 0–1 | 2–4 | —   | 3–1 | 1–1 | 2–5 | 0–0 | 1–1 | 3–0 | 0–0 | 4–2 | 2–1 |
| «Кельн»                    | 2–0 | 3–5 | 2–1 | 2–0 | 4–2 | 3–2 | 1–2 | 0–0 | 0–1 | —   | 2–2 | 3–2 | 2–3 | 1–3 | 0–0 | 0–2 | 4–2 | 5–3 |
| «Баєр 04»                  | 0–1 | 0–0 | 3–2 | 4–1 | 2–2 | 2–1 | 5–0 | 1–1 | 6–1 | 4–0 | —   | 1–1 | 2–2 | 4–2 | 1–1 | 0–0 | 6–1 | 2–1 |
| «Боруссія» (Менхенгладбах) | 4–2 | 0–0 | 2–1 | 0–0 | 1–1 | 0–3 | 1–1 | 1–3 | 1–1 | 4–1 | 2–2 | —   | 5–1 | 1–1 | 5–2 | 0–1 | 0–0 | 0–2 |
| «Мюнхен 1860»              | 3–1 | 1–0 | 0–2 | 0–1 | 4–2 | 0–1 | 1–1 | 1–3 | 2–2 | 1–0 | 3–4 | 2–0 | —   | 2–2 | 0–1 | 1–0 | 1–3 | 2–1 |
| «Баварія» (Мюнхен)         | 3–0 | 1–0 | 0–0 | 2–0 | 4–0 | 3–0 | 3–0 | 0–1 | 1–1 | 0–2 | 2–1 | 3–2 | 3–1 | —   | 2–0 | 1–1 | 3–3 | 5–2 |
| «Ганза»                    | 4–0 | 2–1 | 2–2 | 1–2 | 3–1 | 2–1 | 2–1 | 2–2 | 4–2 | 1–2 | 1–2 | 2–0 | 3–0 | 1–3 | —   | 4–1 | 1–1 | 0–1 |
| «Шальке 04»                | 1–0 | 2–1 | 2–0 | 0–1 | 1–0 | 1–1 | 2–2 | 1–1 | 2–0 | 1–0 | 2–1 | 2–0 | 2–0 | 1–0 | 0–0 | —   | 3–4 | 1–1 |
| «Штутгарт»                 | 4–1 | 1–0 | 2–0 | 1–0 | 0–0 | 1–1 | 5–2 | 0–1 | 3–0 | 1–1 | 1–0 | 3–0 | 1–1 | 0–3 | 2–1 | 0–0 | —   | 2–1 |
| «Вольфсбург»               | 2–1 | 2–0 | 0–2 | 1–0 | 1–4 | 0–2 | 1–1 | 2–1 | 1–2 | 1–1 | 1–0 | 0–2 | 1–0 | 2–3 | 1–1 | 0–0 | 1–0 | —   |

## Найкращі бомбардири
22 голи
- Ульф Кірстен («Баєр 04»)

21 гол
- Олаф Маршалл («Кайзерслаутерн»)

14 голів
- Стефан Шапюїза («Боруссія» (Дортмунд))
- Міхаель Претц («Герта» (Берлін))

13 голів
- Фреді Бобич («Штутгарт»)
- Карстен Янкер («Баварія» (Мюнхен))
- Юрген Петтерссон («Боруссія» (Менхенгладбах))
- Тоні Польстер («Кельн»)
- Рой Прегер («Вольфсбург»)
- Бернгард Вінклер («Мюнхен 1860»)

## Склад чемпіонів
| «Кайзерслаутерн» |
| --- |
| Воротарі: Андреас Райнке (31); Лайош Сюч (3). Захисники: Мікаель Шенберг (32 / 4); Мирослав Кадлець (32 / 1); Гаррі Кох (31); Аксель Роос (31); Олівер Шефер (10); Рогер Луц (6); Андреас Бреме (к; 5); Янош Грутка (3). Півзахисники: Чіріако Сфорца (32 / 3); Андреас Бук (31 / 1); Мартін Вагнер (30 / 4); Ратіньйо (26 / 4); Маріян Христов (22 / 5); Міхаель Баллак (16); Томас Рідль (6 / 1); Андреас Бреме (5); Франк Грайнер (1); Паскаль Оджигве (1). Нападники: Марко Райх (31 / 1); Юрген Ріше (27 / 11); Олаф Маршалл (24 / 21); Павел Кука (22 / 5); Штефан Ертль (5). (кількість ігор і голів наведена у дужках) Головний тренер: Отто Рехагель. Був у заявці, але не взяв участі у жодній грі чемпіонату: Петр Коуба ; Томас Франк. Залишили команду по ходу сезону: Петр Коуба (до «Вікторії» (Жижков)). |